# Торн, Эрин
Эрин Торн (англ. Erin Thorn; родилась 19 мая 1981 года, Орем, штат Юта, США) — американская профессиональная баскетболистка, выступала в женской национальной баскетбольной ассоциации. Была выбрана на драфте ВНБА 2003 года во втором раунде под общим семнадцатым номером клубом «Нью-Йорк Либерти». Играла в амплуа атакующего защитника. Ещё будучи действующим игроком женской НБА вошла в тренерский штаб родной команды NCAA «Бригам Янг Кугарз», в котором отработала два сезона.

## Ранние годы
Эрин Торн родилась 19 мая 1981 года в городе Орем (штат Юта) в семье Дугласа Торна и Джо Ди Гардин, у неё есть четыре брата и пять сестёр, училась же она там же в средней школе Маунтин-Вью, в которой выступала за местную баскетбольную команду.